# Bearna
Bearna (in inglese: Barna) è una cittadina Gaeltacht nella contea di Galway, in Irlanda.